# Viceroy's House
Viceroy's House is een Brits-Indiaas  filmdrama, geregisseerd door Gurinder Chadha en geschreven door: Paul Mayeda Berges, Moira Buffini en Gurinder Chadha. De hoofdrolspelers zijn: Hugh Bonneville, Gillian Anderson, Manish Dayal, Huma Qureshi, en Michael Gambon. 
De film is voor een groot deel opgenomen in het Umaid Bhawan-paleis in Jodhpur en op 3 maart 2017 uitgekomen in het Verenigd Koninkrijk.

## Plot
De film speelt zich af in het Viceroy's House , vlak voor de onafhankelijk van India en Pakistan in 1947, tijdens de Deling van Brits-Indië.
De laatste Gouverneur-generaal van Brits-Indië, Lord Mountbatten, moet toezien op de transitie van het  Britse Raj naar de onafhankelijkheid van India. In de eerste plaats was het de bedoeling dat er geen deling van Brits-Indië zou plaatsvinden. Maar wegens de etnische spanningen tussen de hindoes en moslims is dit wel gebeurd. Hierdoor ontstonden de landen Pakistan (wat tot 1971, ook Bangladesh (Oost-Pakistan) omvatte) en India. In deze film zijn deze spanningen ook voelbaar tussen de moslim- en hindoebedienden in het huis van de Onderkoning. De film speelt de strijd zich dus af in het klein, tegen de politieke werkelijkheid.
Daarnaast speelt er ook een liefdesrelatie tussen een hindoe en een moslima. Dat stel is eigenlijk een metafoor voor heel India (dus voor de culturele en historische eenheid van India, Pakistan en Bangladesh).

## Rolverdeling
- Hugh Bonneville als Lord Louis Mountbatten
- Gillian Anderson als Lady Edwina Mountbatten
- Manish Dayal als Jeet
- Huma Qureshi als Aalia
- Michael Gambon als Hastings Ismay, Lord Ismay
- Simon Callow als Cyril Radcliffe
- Lily Travers als Lady Pamela Mountbatten
- Om Puri als Ali Rahim Noor
- Simon Williams als Archibald Wavell
- Sarah-Jane Dias als Sameera
- Samrat Chakrabarti als Moshin
- Roberta Taylor als Miss Reading
- Tanveer Ghani als Jawaharlal Nehru
- Raja Samar Singh Sarila als ADC Sayed Ahsan
- Denzil Smith als Muhammad Ali Jinnah
- Robin Soans als Evan Meredith Jenkins
- Terence Harvey als Sir Fred Burrows
- Eran Bein als Eric Miéville
- Yusuf Khurram als Sardar Vallabhbhai Patel
- Anil Bhagwat als Liaquat Ali Khan
- Majid Khan als Acharya Kripalani
- Lucy Fleming als Lady Wavell
- Neeraj Kabi als Mahatma Gandhi
- Nicholas Blane als Sir Olaf Kirkpatrick Caroe
- Marcus Jean Pirae als Alan Campbell Johnson
- Darshan Jariwala als Guptaji
- Trishaan als Farrukh
- Hriiday Malhotra als Sanjit
- Kamal Karamchandani als Maulana Azad
- Noah Zeiler als Henry F. Grady